# Luca Ferrante
Luca Ferrante (Roma, 1º novembre 1979) è un attore e doppiatore italiano.

## Biografia
Figlio d'arte, essendo il padre l'attore e doppiatore Pieraldo Ferrante.
Studia recitazione a Roma, presso l'Accademia nazionale d'arte drammatica e partecipa ad un seminario teatrale diretto da Nikolay Karpov.
Partecipa a numerosi spot pubblicitari: tra gli altri Tronky, Olio Bertolli e Nutella. È protagonista della sit-com Jimmy Factory - Hot 2 del canale Jimmy di Sky. Lavora anche come doppiatore in telefilm come Streghe, Smallville e Medium.
Dopo alcuni ruoli minori in fiction tv e film, dal gennaio 2007 al marzo 2009 interpreta il ruolo di Matteo De Gregorio nella soap opera di Canale 5, CentoVetrine, dove recita a fianco del padre, nel ruolo del padre del suo personaggio. Sempre nel 2007 gira come protagonista il videoclip di Silvia Salemi, Ormai, diretto da Giorgio Pasotti. Nel novembre 2008 entra a far parte del cast secondario della soap opera di Rai 3, Un posto al sole. Nella puntata 2886 del novembre 2009 entra a far parte del cast fisso della soap, per poi uscire di scena l'anno successivo.  
Dal 2023 è nel cast de Il paradiso delle signore, nel ruolo di Gian Lorenzo Botteri.

## Vita privata
È legato sentimentalmente all'attrice Eleonora Di Miele da cui ha avuto due figli.

## Filmografia

### Cinema
- Alex l'ariete, regia di Damiano Damiani (2000)

### Televisione
- Stiamo bene insieme, regia di Elisabetta Lodoli e Vittorio Sindoni - Miniserie TV (2002)
- CentoVetrine, registi vari - Soap opera (2007-2009)
- Hot 2 - Sit-com - Jimmy (2007)
- Un posto al sole, registi vari - Soap opera (2008-2010)
- La farfalla granata, regia di Paolo Poeti - Film TV (2013)
- L'allieva 3, Rai 1, (2020) - 11° e penultimo episodio
- Il paradiso delle signore, Rai 1 (2023- in corso)

### Cortometraggi
- Da qualche parte in città, regia di Hedy Krissane (2008)

## Doppiaggio

### Cinema
- Owen Wilson in The Killer - Ritratto di un assassino
- Daniel Brühl in La contessa
- Ben Lawson in Amici, amanti e...
- Donald Faison in Something New
- Paul David Story in In Time
- Kim Dong-jun in A Company Man
- Lee Je-hoon in L'ultima battaglia - The Front Line

### Televisione
- Manish Dayal in 90210, Switched at Birth - Al posto tuo
- Ramón Rodríguez in Iron Fist e The Defenders
- Jordi Coll in Il segreto, Una vita, La promessa
- Eric Balfour in Conviction
- Stephan Grossmann in Anna e il Re di Dresda
- Chinaza Uche in Dickinson
- Ivan Sergei in Streghe
- Giacomo Gianniotti in Reign
- Blake Jenner in Glee
- Eddie Hassell in Surface
- Chris Shields in Battlestar Galactica
- Alan Ritchson in Smallville
- Mario Lopez in Nip/Tuck
- B. J. Novak in The Office
- Jordan Hudyma in Degrassi: The Next Generation
- Ryan Johnson in Re di cuori
- Jordi Coll in Merlí: Sapere Aude

### Film d'animazione
- Roy in Il diario di Barbie
- Lune in La ricompensa del gatto
- Eddie in Il trenino Thomas - Sodor e il tesoro dei pirati

### Serie animate
- Dott. Andre Lee in Inside Job
- Edward in Il trenino Thomas
- Enju in Battle B-Daman
- Chibi in Lamù

## Videoclip
- Ormai di Silvia Salemi, regia di Giorgio Pasotti